# Kalendářní měsíc

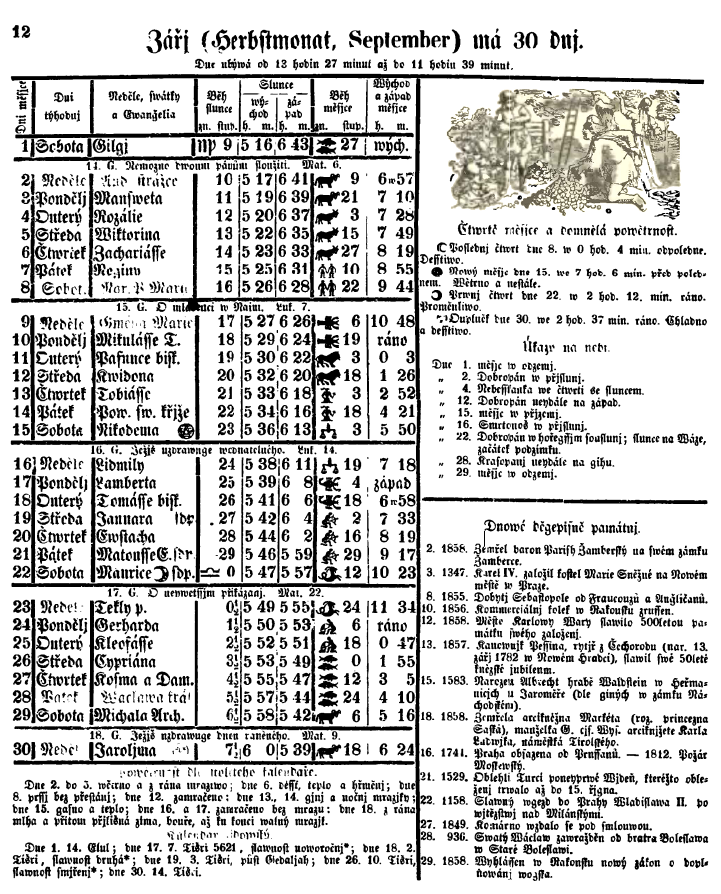
Měsíc září v Novém kalendáři hospodářském na rok 1860 (text psaný frakturou)

Měsíc je časová jednotka v různých kalendářích. V gregoriánském kalendáři mají nepravidelnou délku 28 až 31 dní a dělí rok na 12 částí. Měsíce se označují názvy nebo pořadovými čísly.
Původně byl měsíc odvozen od fází Měsíce, které se vystřídají za přibližně 29,5 dne, což je délka synodického měsíce. Rok o délce 12 synodických měsíců je o cca 11 dní kratší, než je tropický rok (doba střídání ročních období). Používají jej lunární kalendáře a lunisolární kalendáře, druhé jmenované pro vyrovnání délky roku používají přestupné roky o 13 měsících. U solárních kalendářů včetně gregoriánského jde o odvozenou jednotku již nezávislou na měsíčních fázích.

## Průměrně
- Průměr nepřestupného roku = 30,41666… (30,4167) = 30 dní 10 hodin
- Průměr přestupného roku = 30,5 = 30 dní 12 hodin
- Průměr v juliánském kalendáři = 30,4375 = 30 dní 10 hodin 30 minut
- Průměr v gregoriánském kalendáři = 30,436875 = 30 dní 10 hodin 29 minut 6 sekund

## Měsíce vgregoriánském kalendáři
1. Leden – 31 dní
2. Únor – 28 dní (29 dní v přestupném roce)
3. Březen – 31 dní
4. Duben – 30 dní
5. Květen – 31 dní
6. Červen – 30 dní
7. Červenec – 31 dní
8. Srpen – 31 dní
9. Září (adjektivum zářijový) – 30 dní
10. Říjen – 31 dní
11. Listopad – 30 dní
12. Prosinec – 31 dní

## Měsíce v jiných kalendářích
Lunární kalendáře mají měsíce, které se řídí měsíčními fázemi, příkladem jsou měsíce islámského kalendáře. Měsíce mají délku 29 a 30 dní. Rok s 12 lunárními měsíci má délku 354 dní (12 × 29,5) a je tedy o cca 11 dní kratší než rok solárního kalendáře (365), který má průměrnou délku měsíce cca 30,4 dne (365,25/12). Měsíce nejsou svázány s ročními obdobími, protože začátek lunárního roku se každý rok posunuje a během 33 let projde všemi ročními obdobími.
Stejné měsíce mají i lunisolární kalendáře, jako je židovský kalendář, kde se navíc v přestupném roce přidává 13. měsíc, který slouží k vyrovnání délky lunárního a tropického roku podobně jako přestupný den v solárním kalendáři. Začátek roku se každý rok posouvá, ale díky průběžnému vyrovnávání jsou měsíce ve stejném ročním období, pohybují se jen v délce přestupného měsíce. Protože tropický rok je dlouhý zhruba 12 a 3/7 lunárního měsíce (365,25/29,5), je přestupný rok obvykle 3 krát každých 7 let. Pro přesnější souběh délky měsíců jsou delší měsíční cykly (lunární cykly), což je druh kalendářního cyklu. Židovský kalendář používal tzv. Metonův cyklus nazvaný podle řeckého astronoma Metóna Athénského (5. stol. př. n. l.). Každý 19letý cyklus obsahuje 7 přestupných let, tedy celkem 235 lunárních měsíců, jejichž délka téměř přesně odpovídá délce 19 tropických roků, rozdíl činí pouhé 2 hodiny. Pro ještě větší přesnost byly již ve starověku navrženy další cykly, které byly násobkem Metonova cyklu s korekcí o den.
Etiopský solární kalenář má 12 měsíců o pevné délce 30 dnů a 13. měsíc, který má pouhých 5 dní nebo v přestupném roce 6 dní.

## Etymologie českých názvů měsíců
| název    | etymologie |
| -------- | --- |
| leden    | od slova led |
| únor     | od slova nořit (při tání ledu se na řekách ponořují ledové kry do vody, případně rozmrzlá země se noří do bláta) |
| březen   | 1. jmenný tvar slova březí (podst. jm. březost; samice zvířat jsou březí); 2. od slova bříza (měsíc bříz; raší břízy) |
| duben    | od slova dub (měsíc, kdy raší duby) |
| květen   | od slova kvést (rostliny kvetou), původně máj. Slovo květen se poprvé objevilo v Jungmannově překladu Ataly z roku 1805 jako poetismus a překlad za fr. lune des fleurs, ale rychle se vžilo. Na Jungmanna zajisté působilo polské slovo kwiecień („duben“). |
| červen   | 1. červenost (červenání ovoce a jahod v tomto měsíci); 2. červec (hmyz, ze kterého se vyrábělo barvivo) |
| červenec | dříve byl rozlišován červen první a druhý (malý a velký) – z prvního se stal červen a z druhého červenec |
| srpen    | 1. od slova sirpsti = zráti, protože v tuto dobu zraje obilí. 2. od slova srp |
| září     | ze staročeského označení tohoto měsíce zářuj, což znamená za říje; pravděpodobně označuje začátek říje (existuje paralela záčerven a červen) |
| říjen    | odvozeno od jelení říje |
| listopad | odvozeno od padání listí |
| prosinec | 1. ze staročeského prosiněti (tzn. problesknout), (slunce probleskuje mezi mraky); 2. ze staročeského siný (tzn. modravý, šedivý); výklad od slova prase (čas zabijaček) je chybný                                                                           |

## Označování dne vměsíci
Den v měsíci se v češtině označuje řadovou číslovkou, a to buď samostatně („Dnes je patnáctého“), nebo ve spojení s názvem měsíce („Patnáctého srpna“). Je-li ve větě označení dne v pozici podmětu nebo předmětu, používá se někdy i tvar, v němž se název měsíce dostává do základního tvaru, jako by řadová číslovka označovala pořadí měsíce, a ne pořadí dne v měsíci („Patnáctý srpen je den mého narození. Proto se těším na každý patnáctý srpen.“). Datum se v češtině zapisuje ve tvaru podle vzoru „15. srpna 2000“ nebo „15. 8. 2000“, přičemž za tečkami se dle typografických pravidel mají psát mezery, ale v praxi se často vynechávají. V tabulkových a databázových výstupech se často používají formáty v opačném pořadí (např. 2000–08–15); usnadňují řazení (tzv. třídění) do chronologické posloupnosti. Pořadová čísla dne a měsíce se případně doplňují nulami na dvojciferný formát. V USA je běžný zápis v pořadí měsíc, den měsíce a rok (např. 08–15–2000), ale v angličtině se obecně používají různé způsoby zápisu.